# کلان ایلگاه
کلان ایلگاه (به لاتین: Kalan Eylgah) یک منطقهٔ مسکونی در افغانستان است که در ولسوالی کوهستان (ولایت بدخشان) واقع شده‌است.